# Hannah Kearneyová
Hannah Angela Kearney (* 26. února 1986, Norwich) je bývalá americká akrobatická lyžařka.
Na olympijských hrách ve Vancouveru roku 2010 vyhrála závod v jízdě v boulích. Na dalších hrách v Soči roku 2014 získala v této disciplíně bronz. Dvakrát se stala mistryní světa v boulích (2005, 2013) a jednou v paralelní jízdě v boulích (2015). Má ze světového šampionátu i dvě stříbra a tři bronzy. Má šest malých křišťálových glóbů za celkové boulařské vítězství ve světovém poháru (2009, 2011, 2012, 2013, 2014, 2015). Čtyřikrát uspěla i v souboji o velký křišťálový glóbus, tedy celkové vítězství ve světovém poháru akrobatického lyžování (2011, 2012, 2014, 2015). Vyhrála v seriálu světového poháru 46 závodů, 71krát stála na stupních vítězů. Je též trojnásobnou mistryní USA (2006, 2010, 2011). Někdy se označuje za poloviční Kanaďanku, neboť její matka vyrůstala v Montréalu a i ona tam a ve Vancouveru nějaký čas žila.